# Boris Casoy
Boris Casoy OMM (São Paulo, 13 de fevereiro de 1941) é um jornalista e apresentador de telejornais brasileiro. Tornando-se notório por ter sido âncora do TJ Brasil (SBT) e do Jornal da Record, Boris iniciou a sua carreira como locutor na Rádio Eldorado, iniciando a sua trajetória pela televisão na Rede Tupi, como repórter do programa Mosaico na TV.
Em seu trabalho como âncora, iniciado em 1988 no SBT, o jornalista se tornou o primeiro a emitir opiniões sobre as reportagens exibidas durante os telejornais que apresentou. Também acabou emplacando bordões em seus comentários, como "isto é uma vergonha!" e "é preciso passar o Brasil a limpo", marcados durante o processo de impeachment do ex-presidente Fernando Collor.
Em 1997, assinou contrato com a Rede Record, onde permaneceu como principal âncora até 2005. Após a sua saída da Record, passou pela recém-criada TV JB, canal que ficou pouco tempo no ar, e pela Band, sendo um dos contratados da emissora entre 2008 e 2016. Antes de ser âncora de televisão, Boris também atuou na mídia impressa, como editor-chefe do jornal Folha de S.Paulo, cargo que ocupou após ser editor de política no mesmo jornal.

## Infância e juventude
Último dos seis filhos do padeiro e comerciante Isaac Srulevitch Kossoy (transliterado no Brasil como "Casoy") e da dona de casa Raissa Kossoy (nascida Breitbart), judeus nascidos no Oblast de Odessa (Isaac em Odessa e Raissa em Podilsk), Ucrânia, que chegaram ao Brasil em 1928.
Boris adquiriu poliomielite ao completar um ano de vida, junto com sua irmã gêmea. Na época não existia vacina. A doença deixou sequelas físicas, mas a marca maior foi a psicológica, gerada pela discriminação na infância. Até os nove anos, Casoy praticamente não podia andar. Com essa idade, ele foi operado nos EUA e recuperou os movimentos. "Como não podia andar, era um grande ouvinte de rádio, admirava aquele milagre da transmissão da voz", contou em entrevista ao site Amputados Vencedores.
Estudou os primeiros anos nos colégios Stanford e Mackenzie. Foi reprovado diversas vezes no curso científico, uma vez que queria cursar o antigo clássico, em desacordo com o determinado pela família. Frequentou o curso de Direito da Universidade Mackenzie, mas não o concluiu.
Sua vida profissional começou aos quinze anos, em 1956, trabalhando como narrador esportivo numa emissora de rádio e também como locutor na Rádio Eldorado.

## A carreira

### No governo
Em 1968, foi nomeado Secretário de Imprensa de Herbert Levy, Secretário de Agricultura do governo Abreu Sodré, em São Paulo, permanecendo no cargo em 1969 com a mudança do titular da pasta.
Em 1970, foi assessor de imprensa de Luís Fernando Cirne Lima, Ministro de Agricultura do governo Médici. Em 1971 e 1972, foi secretário de imprensa do prefeito de São Paulo, José Carlos de Figueiredo Ferraz.

### Na Folha de S.Paulo
Em 1974, ingressou na Folha de S.Paulo, seu primeiro trabalho em jornal, onde foi editor de política e, apenas três meses depois, chegou a editor-chefe. Permaneceu no jornal até junho de 1976, quando saiu para dirigir a Escola de Comunicação e o setor cultural da FAAP.
Retornou ao mesmo jornal em 1977, onde passou a escrever uma coluna sobre os bastidores políticos denominada "Painel". Em setembro, tornou-se o editor-chefe e diretor de redação, aos 36 anos, ficando no cargo até 1984, quando voltou a ser responsável pela coluna "Painel".

### Na televisão
Sua carreira televisiva teve início em 1961, quando atuou como repórter do programa Mosaico na TV, na TV Tupi, então o canal 4 de São Paulo, mais antigo programa ininterrupto da TV brasileira, segundo o Guinness Book, e ainda com o mesmo produtor (Francisco Gotthilf).
Em 1988, Bóris voltou para a TV, pelo SBT, em 1988, para apresentar o TJ Brasil, lá ficando até 1997, onde formou parcerias com as jornalistas Lilian Witte Fibe e Salete Lemos, alcançando grande popularidade. Depois, foi contratado pela Rede Record junto com Salete, onde trabalhou durante oito anos, apresentando o Jornal da Record até dezembro de 2005, quando foi demitido. Em 1993, como apresentador do TJ Brasil, Casoy foi admitido pelo presidente Itamar Franco à Ordem do Mérito Militar no grau de Oficial especial.
Boris chegou a trabalhar na TV JB, apresentando o Telejornal do Brasil, de segunda a sexta-feira, sempre às 22 horas, mas a emissora saiu do ar em 17 de setembro de 2007. Além disso, ele apresentava aos sábados um programa que reunia as entrevistas exibidas durante a semana.
Em 2008, assinou contrato com a Band, tornando-se âncora do Jornal da Noite, local em que permaneceu até 2016, quando o seu contrato não foi renovado. A não renovação do contrato ocorreu em comum acordo entre contratado e contratante e foi motivada pelo horário tardio em que o jornalista teria que ancorar o Jornal da Noite.
Com o fim do contrato com a Band, Boris assinou um acordo com a RedeTV! para se tornar âncora do principal telejornal da emissora, o RedeTV! News, válido após o término de seu contrato com a Band, que se encerrou no dia 30 de setembro, ainda do mesmo ano. Em 29 de setembro de 2020, foi demitido da emissora.
Em 14 de dezembro de 2021, Boris é anunciado pela CNN Brasil para integrar a equipe de comentaristas do quadro Liberdade de Opinião do CNN Novo Dia, cuja estreia foi em 10 de janeiro de 2022.

### No YouTube
Após ser demitido da RedeTV!, lançou seu próprio programa no YouTube, chamado "Jornal do Boris", no final de outubro. Transmitido também pela Alpha Channel TV, o programa é inspirado em "O Trabuco", do jornalista e radialista Vicente Leporace da Rádio Bandeirantes.
Em novembro de 2020, a TV Gazeta confirmou que o mesmo programa estará no ar após sua transmissão no YouTube, a partir de 30 de novembro de 2020, às 8h45.

### No rádio
Em 4 de novembro de 2021, Boris foi anunciado como novo contratado da Massa FM, onde irá apresentar o programa Fala aí Boris... Pra Massa.

## Filmografia
| Ano                 | Nome                      | Cargo                 | Notas                        | Emissora                        |
| ------------------- | ------------------------- | --------------------- | ---------------------------- | ------------------------------- |
| 1961                | Mosaico na TV             | Apresentador          |                              | Rede Tupi                       |
| 1988-97             | TJ Brasil                 | Apresentador          |                              | SBT                             |
| 1989                | Debate 89 - Collor x Lula | Mediador              | Representando o SBT          | TV Globo Band SBT Rede Manchete |
| 1997-05             | Jornal da Record          | Apresentador          |                              | Record                          |
| 1997-03             | Passando a Limpo          | Apresentador          |                              | Record                          |
| 1998                | Vota Brasil               | Apresentador          |                              | Record                          |
| 2001-03             | Testemunha da História    | Apresentador          |                              | Record                          |
| 2002                | Record Debate             | Mediador              |                              | Record                          |
| 2007                | Telejornal do Brasil      | Apresentador          |                              | TV JB                           |
| 2008-16             | Jornal da Noite           | Apresentador          |                              | Rede Bandeirantes               |
| 2008-16             | Canal Livre               | Apresentador          |                              | Rede Bandeirantes               |
| 2008-15             | Jornal da Band            | Apresentador eventual |                              | Rede Bandeirantes               |
| 2008-2010/2014-2016 | Band Eleições             | Mediador              |                              | Rede Bandeirantes               |
| 2016-20             | RedeTV! News              | Apresentador          |                              | RedeTV!                         |
| 2018                | RedeTV! Eleições          | Apresentador/mediador |                              | RedeTV!                         |
| 2020-21             | Jornal do Boris           | Apresentador          |                              | TV Gazeta                       |
| 2022                | CNN Novo Dia              | Comentarista          | Quadro: Liberdade de Opinião | CNN Brasil                      |

### Internet
| Ano           | Nome            | Cargo        | Notas | Plataforma |
| ------------- | --------------- | ------------ | ----- | ---------- |
| 2020-presente | Jornal do Boris | Apresentador |       | Youtube    |

## Controvérsias

### Estilo
Seu estilo é muito particular e inspirado na figura do âncora importada dos telejornais norte-americanos, já que não se furta de emitir sua própria opinião sobre os assuntos mais polêmicos, e gosta de utilizar frases-bordão, tais como "Isto é uma vergonha" ou "É preciso passar o Brasil a limpo".

### Caso CCC
Em 1968, em reportagem sobre líderes estudantis, a revista O Cruzeiro acusou-o de ter participado do grupo Comando de Caça aos Comunistas (CCC). O CCC foi uma organização paramilitar anticomunista composta por estudantes e intelectuais, que durante a ditadura militar brasileira, agiram em seu favor, denunciando, atacando, sequestrando, torturando e assassinando pessoas contrárias ao regime então vigente. Boris nega esta acusação até hoje e afirma não haver provas que comprovem a participação no CCC. Vinte anos depois (1988), disse a respeito do episódio que tinha consciência do "quanto a imprensa pode estigmatizar alguém. Eu senti isso na carne. E não esqueço". O CCC não existe mais desde o fim da Ditadura Militar, em 1985.
Em 2010, o próprio autor da reportagem na revista Cruzeiro, Pedro Medeiros, esclareceu que os diversos nomes que ele relacionara como integrantes do CCC foram publicados sem confirmação. Ao entrevistar integrante do grupo em 1968, o repórter se apropriou da agenda de telefones do entrevistado e os nomes que apareciam na agenda foram publicados como sendo membros do grupo, entre eles Boris Casoy.
No mesmo ano, o jornalista e blogueiro Paulo Henrique Amorim voltou a repetir a acusação, ao publicar no site em que escreve Conversa Afiada. Amorim publicou o texto na qual o acusa de pertencer ao CCC, ser a favor da tortura, ser torturador e ter "fúria fascista", ao se opor a instalação pelo governo anterior, Conselho de Defesa dos Direitos Humanos. Após saber da publicação do texto, Casoy entrou com queixa-crime por ofensas caluniosas contra Amorim, Em 13 de dezembro que foi obrigado a publicar retratação, depois do acordo no Juizado Especial Criminal de São Paulo. Casoy foi representado em juízo pelo advogado Carlos Eduardo Regina. A retratação publicada dizia: "Disse numa sequência de posts sobre a instalação de um Conselho de Defesa dos Direitos Humanos, que aqueles que se opunham à instalação faziam o papel de defender quem defende a tortura. (...) Assim sendo, reitero, agora, que o Sr. Casoy nega que tenha pertencido ao CCC. E, portanto, não voltarei a fazer essa ligação.", concluiu.

### Eleições de 1985
Em um debate na Rede Globo com os candidatos à prefeitura de São Paulo, em novembro de 1985, perguntou ao então candidato pelo PMDB, Fernando Henrique Cardoso, se ele acreditava em Deus. O candidato não respondeu, afirmando que havia sido combinado previamente que esse assunto não seria levantado. A pergunta e a resposta foram considerados como fatores decisivos para a derrota do candidato do PMDB para Jânio Quadros.

### Atritos com o PT
Após a eleição de 2002, responsável pela condução de Luiz Inácio Lula da Silva à Presidência da República e pela hegemonia do Partido dos Trabalhadores na política brasileira, Boris entrou em atrito com o partido várias vezes, geralmente associando-o à corrupção e ligando-o aos movimentos bolivarianos que estavam em alta na década de 2000. Sua demissão da Rede Record teria sido, segundo o jornalista, uma represália do Governo Lula. 
Boris voltaria à TV apenas em 2008, no Jornal da Noite da Rede Bandeirantes, onde continuou a emitir suas opiniões, embora de maneira menos dura em relação ao partido. Quando da sua passagem pela RedeTV!, durante os desdobramentos da Operação Lava Jato, Boris voltaria a enfatizar suas críticas ao PT, o que também fez em sua passagem pela CNN Brasil e em seu canal do YouTube.

#### Sabatina com Lula
Na referida eleição presidencial, a Rede Record sabatinou no Jornal da Record os candidatos à Presidência da República. Boris perguntou ao então candidato Lula, líder e favorito nas pesquisas, qual seria a relação entre o PT e as Forças Armadas Revolucionárias da Colômbia, visto que ambos eram membros do Foro de São Paulo e alguns órgãos da imprensa internacional estariam ligando o PT à guerrilha colombiana.
Incomodado com a pergunta, Lula nega as relações com os colombianos, mas tangencia o questionamento e afirma:
As Farc poderiam seguir o caminho que o PT seguiu: se organizar politicamente e concorrer às eleições.
— Lula

Insistindo por uma resposta completa, Boris reformula a pergunta para atingir não apenas as FARC, como o Foro de São Paulo como um todo, e não consegue completar a pergunta:
Deixa eu tirar uma outra dúvida, que toda hora aparece, especialmente no noticiário internacional. Fala-se - eu não acredito nisso, mas eu quero colocar na entrevista - de uma aliança, de um eixo, Chavez, Fidel e Lula [...]
— Boris Casoy

Visivelmente irritado, Lula interrompe Boris com uma resposta sarcástica e desconsidera o fato do próprio entrevistador ter afirmado não acreditar nos rumores: 
[Risos] Ô Boris (sic), você sabe que isso é, no mínimo, uma piada de mau gosto... e eu te aconselho até a não repetir isto [a afirmação] no vídeo [a transmissão televisiva] [...]
— Lula

À época, a relação entre o PT e as FARC era um assunto delicado, pois havia na mídia brasileira a acusação de que os colombianos trocavam drogas por armas com o Comando Vermelho e seriam os maiores parceiros do grupo criminoso fluminense, à época liderado por Fernandinho Beira-Mar e Marcinho VP. As FARC procuravam aliados para estabelecer operações no Brasil desde 1991, optando por um caminho comercial após sua derrota militar na Operação Traíra. Junto a isto, o conflito armado na Colômbia e o interesse da mídia mundial pelas FARC estavam em seu auge.
Já a segunda colocação seria tão polêmica quanto a primeira pergunta, visto que a Venezuela de Chávez estava com uma grande instabilidade política após um golpe de estado malsucedido somado à adoção de medidas autocráticas e que ao presidente chamava de Socialismo do século XXI, e a Cuba de Fidel era vista como uma "sede" da esquerda latino-americana desde a Revolução Cubana.
Após a resposta desconfortante de Lula, Boris passaria a adotar temas menos polêmicos pelo resto da sabatina, como o estabelecimento de ações afirmativas para afro-brasileiros.
A discussão entre ambos seria o início do desalinhamento entre Boris e o PT no período em que o partido esteve no governo. O desfecho seria, segundo o próprio Boris, sua demissão da Rede Record.

#### Demissão da Rede Record
No dia 30 de dezembro de 2005, a Rede Record anunciou a rescisão de contrato com o apresentador do Jornal da Record, em comum acordo entre ambos. No entanto, Casoy, já fora da Record, afirmou em várias entrevistas no decorrer de 2006 que fora demitido por motivos políticos e deixara a emissora por não concordar com as intervenções da própria emissora no departamento de jornalismo. A sua demissão teria sido o estopim de três anos de críticas ao governo. Em diversas entrevistas, Casoy afirmou que integrantes do PT pressionaram à direção da Rede Record para tirá-lo da emissora, pois ficou sem anúncios publicitários das empresas federais, incluindo as propagandas da Petrobras.
Boris Casoy declarou à revista Istoé Gente em abril de 2006 que a emissora fora pressionada pelo governo Lula a demiti-lo, por conta das declarações sobre os casos dos prefeitos do PT assassinados no interior do estado de São Paulo, Toninho do PT (Campinas) e Celso Daniel (Santo André) e a corrupção no governo federal, no caso Mensalão:
Esse governo pressionou a Record [para me demitir]. Foram várias pressões e a final foi do José Dirceu. Eram três assuntos que eles não queriam nem que se tocasse: "Caso Banestado" (comprado pelo Banco Itaú S.A), remessa ilegal de dinheiro para aplicações no exterior; o compadre do Lula, Roberto Teixeira [advogado da Transbrasil, acusado de operar um esquema de arrecadação de dinheiro junto a prefeituras do PT] e o assassinato do Celso Daniel. Eu insistia que acabariam em pizza. (…) Houve o telefonema do Zé Dirceu [para a Record]. A diretoria me pôs a par: 'Ele disse que vai prejudicar a Record e você, pessoalmente, se não parar.' Essa foi a última [ameaça, pois antes] vinha uma série.— Boris Casoy

A demissão de Boris, além de ter sido, supostamente, o resultado de seus atritos com o PT, também marca uma aproximação da Rede Record com o partido. A emissora foi acusada de fazer uma cobertura pró-Dilma Rousseff em seu jornalismo, com diversas entrevistas exclusivas concedidas pela presidente. 

### Comentário sobre garis
Em 31 de dezembro de 2009, após uma vinheta do Jornal da Band, da Rede Bandeirantes, chamando o intervalo comercial, sem saber que o áudio ainda estava sendo transmitido, Casoy comentou em tom jocoso as imagens exibidas anteriormente, que mostravam uma dupla de garis desejando feliz Ano-Novo aos telespectadores da emissora.
| “ | Que merda, dois lixeiros desejando felicidades… do alto de suas vassouras… dois lixeiros… o mais baixo da escala do trabalho. | ” |

O apresentador, por meio da assessoria de imprensa da Band, reconheceu a ofensa que cometeu contra os garis e se retratou durante a exibição do jornalístico do dia posterior, com os seguintes dizeres:
| “ | Ontem, durante o intervalo do 'Jornal da Band', num vazamento de áudio, eu disse uma frase infeliz, que ofendeu os garis. Por isso, quero pedir profundas desculpas aos garis e aos telespectadores do 'Jornal da Band'. | ” |

Apesar do pedido de desculpas, diversos garis em vários estados do Brasil entraram com ações contra o apresentador e a emissora no decorrer de 2010. Apenas na Justiça da Paraíba constavam 20 processos movidos pelos profissionais da limpeza. No entanto, as Justiças estaduais julgaram improcedentes os pedidos e negaram provimento à maioria dos recursos, uma vez que os nomes dos garis não haviam sido citados de forma individualizada, considerando ainda o pedido de desculpas feito menos de 24 horas após a declaração.
Em 3 de março de 2010, Casoy e a Rede Bandeirantes não foram condenados por danos morais em ação movida pelo gari Marcelo Gomes de Brito, que sentiu-se ofendido pelo comentário pejorativo do âncora. Segundo decisão do juiz Cláudio Antônio de Carvalho Xavier, a repercussão do caso deve ser considerada. No entanto, "o autor da ação não foi a pessoa diretamente atingida pela prática do ato ilícito", uma vez que o comentário de Casoy fora dirigido à categoria.
Em 24 de abril de 2012, a Justiça da Paraíba negou recurso do gari Gilson Silva Sousa que tentava processar o apresentador e a emissora. O autor da ação pediu indenização, que foi negado em novembro de 2011, mas resolveu apelar da decisão. O relator do processo, desembargador José Ricardo Porto, negou o recurso, sob alegação que o episódio provocou "dissabor" para o autor da ação, mas não "dano moral indenizável". O relator disse que "o nome do autor jamais foi mencionado [pelo apresentador] e as expressões enfatizadas são genéricas", concluiu.
Apesar do jornalista ter escapado da condenação em outras vezes, em 21 de novembro de 2012 houve condenação, posteriormente confirmada em sede de recurso, condenando Casoy e à Rede Bandeirantes ao pagamento de R$ 21.000,00  ao gari Francisco Gabriel de Lima por danos morais . O Tribunal de Justiça de São Paulo não considerou as desculpas do réu suficientes para reparar os danos causados e, de acordo com a decisão, a alegação de que não houve intenção de ofender não foi suficiente para sua absolvição.
Em setembro de 2017, após 8 anos da proclamação das ofensas, houve decisão do Tribunal de Justiça de São Paulo condenando o jornalista Boris Casoy e a Rede Bandeirantes ao pagamento de indenização de R$60.000,00 ao varredor José Domingos de Melo em valores corrigidos.